# Akong Rinpoché
Rinpoché
1er Akong Rinpoché, Karma Miyo
Akong Tulku Rinpoché, (4 avril 1940 à Dharak près de Riwoché, Kham, Tibet -  8 octobre 2013 Chengdu, Sichuan, Chine), est un moine tibétain, reconnu comme la réincarnation du 1er Akong, abbé du monastère de Dolma Lhakang à Chamdo, par le 16e Karmapa, Rangjung Rigpe Dorje.

## Biographie
Il passa ses 20 premières années à la tête du monastère de Dolma Lhakang. Il y reçut de Sechen Kongtrul Rinpoché la transmission des enseignements des lignées Kagyu et Nyingma et de docteur en médecine tibétaine traditionnelle. Il poursuivit sa formation spirituelle sous la supervision du 16e Karmapa, qui l'autorisa à enseigner la médecine tibétaine.
Cette période brillante prit fin avec l'exil à la suite du soulèvement tibétain de 1959. Échappant de peu aux militaires chinois, il partit avec un groupe de 300 personnes, dont Chogyam Trungpa Rinpoché, pour un dangereux voyage à travers l'Himalaya jusqu'en Inde. Seules 13 personnes atteindront saines et sauves l'Inde. Réfugié dans le nord de l'Inde, Akong Rinpoché devint l'un des principaux responsables d'une école pour de jeunes lamas réincarnés en exil.
En 1963, Akong Rinpoché se rendit en Angleterre avec Chogyam Trungpa Rinpoché. En 1967, Akong Rinpoché et Chogyam Trungpa Rinpoché fondèrent conjointement le centre tibétain de Samye Ling, en Écosse, qui fut le premier centre bouddhiste tibétain en Occident. Après la disparition de Chogyam Trungpa Rinpoché, Akong Tulku Rinpoché en assura la direction.
Il invita en Écosse les plus grands érudits et maîtres de méditation tibétains qui  enseignèrent les principaux textes philosophiques et les pratiques méditatives de cette école. Les visites en 1975 et 1977 du chef de la lignée Kagyu, le 16e Karmapa à Samye Ling posèrent les bases du développement de ces enseignements en Occident. Le 16e Karmapa chargea Akong Tulku d'organiser sa visite en Europe en 1977-76.
Suivant les instructions du 16e Karmapa, Akong Tulku mit en place les retraites traditionnelles de trois ans et lança le Projet Samye : la construction d'un temple bouddhiste tibétain traditionnel, ainsi que d'un Institut, d'une librairie et d'un musée.
Le temple fut construit par les membres de la communauté de Samye Ling, dirigés par Akong Tulku, lui-même participant au chantier. L'intérieur du temple fut réalisé par des artistes sculpteurs, ébénistes, peintres sous la direction de Sherab Palden Beru (en), maîtres-artistes de la tradition Karma Kagyu.
L'inauguration du temple eut lieu le 8 août 1988. La plaque commémorative fut dévoilée par  le 12e Taï Sitou Rinpoché et David Steel, en présence de représentants éminents d'autres religions. Au cours de cette période, Samye Ling commença à essaimer et d'autres centres satellites virent le jour, les centres Samye Dzong en Belgique, en Espagne, en Irlande, en Afrique du Sud et en Angleterre. Par ailleurs, l'intérêt que portèrent nombre de thérapeutes et de médecins aux connaissances médicales et thérapeutiques du bouddhisme tibétain véhiculées par Akong Tulku déboucha sur le développement d'un système thérapeutique unique en son genre, connu depuis sous le nom de Thérapie Tara Rokpa.
Le 9 mai 1992, en tant que représentant du 12e Taï Sitou Rinpoché et accompagné Karma Sherab Tharchin, il se rend au Tibet y apportant la lettre de prédiction qui devait permettre de découvrir le 17e karmapa.
En 1980, il fonda ROKPA International, une association humanitaire internationale développant des programmes liés à la santé, l'action contre la faim, l'éducation et l'environnement au Tibet et au Népal. La branche française, Rokpa France, a été créée par Françoise Prudhomme en 1990.
Le 8 octobre 2013, Akong Rimpoche ainsi que son neveu et un moine sont assassinés à Chengdu, dans la province du Sichuan en Chine.

## Rencontre avec des représentants de la république populaire de Chine
Bien que réfugié tibétain, Akong Rinpoché a pu rencontrer certains représentants du gouvernement de la république populaire de Chine. En octobre 2006, il était reçu officiellement, ainsi que 2 autres Tibétains, à Londres par Jia Qinglin alors président du comité national de la conférence consultative politique du peuple chinois. Selon Jayadeva Ranade, en juillet 2011, Akong Rinpoché comptait parmi les invités d’honneur du régime chinois aux célébrations officielles du 60e anniversaire de la « Libération Pacifique » du Tibet.